# Consoană centrală
În fonetică, consoanele centrale sînt acele consoane în a căror articulare fluxul de aer trece în principal pe deasupra părții centrale a limbii. O mare parte din consoane sînt de acest fel, ca de exemplu [t] și [m].
Consoanele care se pronunță lăsînd să treacă aerul mai mult pe părțile laterale ale gurii se numesc consoane laterale.